# Oncidium vernixium
Oncidium vernixium är en orkidéart som beskrevs av Jean Jules Linden och Heinrich Gustav Reichenbach. Oncidium vernixium ingår i släktet Oncidium och familjen orkidéer. Inga underarter finns listade i Catalogue of Life.